# کمیسیون نشریات علوم پزشکی کشور
کمیسیون نشریات علوم پزشکی کشور نهاد قانونی نظارت بر نشریات علوم پزشکی در ایران است. این کمیسیون در مرداد ۱۳۷۳، پس از جداسازی وزارت بهداشت، درمان و آموزش پزشکی از وزارت علوم، تحقیقات و فناوری (سال ۱۳۶۸)، از کمیسیون نشریات وزارت علوم جدا شد و فعالیت خود را در معاونت تحقیقات و فناوری وزارت بهداشت، درمان و آموزش پزشکی آغاز کرد.